# Vladimir Ghinaitis
Vladimir Ghinaitis (ur. 30 marca 1995) – mołdawski piłkarz grający na pozycji lewego lub prawego obrońcy, w kazaskim klubie FK Aktöbe. Posiada także obywatelstwo rosyjskie.